# Русинов, Свилен
Свилен Алдинов Русинов (болг. Свилен Алдинов Русинов; 29 февраля 1964) — болгарский боксёр, чемпион Европы, многократный призёр Олимпийских игр, чемпионатов мира и Европы. Долгие годы был капитаном сборной Болгарии по боксу, выступал за ЦСКА, майор. Почётный гражданин общины Тетевен, кмет родного села Градежница.
В декабре 1981 года выигрывает молодёжный чемпионат Балкан. На чемпионате Европы среди юниоров 1982 и турнире «Дружба» в Усти-над-Лабем Свилен проигрывает восточному немцу Свену Карбергу.
В 1986 году на Играх доброй воли проиграл американцу Майклу Бентту в четвертьфинале (2:3), на чемпионате мира победил поляка Веслава Дылу (5:0) и финна Йоуни Кополу (5:0), в полуфинале проиграл молодому кубинцу Феликсу Савону.
На профессиональном ринге провёл всего один бой: 3 марта 1999 года в Пернике единогласным решением победил Георгия Христова. 